# Bataille de Mohács (1526)
Pour la deuxième bataille de Mohács, voir Bataille de Mohács (1687).
 (janvier 2020).
Si vous disposez d'ouvrages ou d'articles de référence ou si vous connaissez des sites web de qualité traitant du thème abordé ici, merci de compléter l'article en donnant les références utiles à sa vérifiabilité et en les liant à la section « Notes et références ».
Guerre hongro-ottomane
La bataille de Mohács (en hongrois : Mohácsi csata) voit s’opposer, le 29 août 1526, les forces de l’Empire ottoman menées par Soliman  Ier, à celles du royaume de Hongrie commandées par le roi Louis II.
La victoire des Ottomans entraîne la partition de la Hongrie entre l’Empire ottoman, les souverains Habsbourg d’Autriche et la principauté de Transylvanie.

## Contexte
L'Empire ottoman connaît un essor rapide au cours du xve siècle, notamment à partir de la prise de Constantinople (1453), qui devient, dès lors, la base de son expansion en Europe. Il s'empara progressivement des États voisins de la Hongrie : la Serbie en 1459 et la Bosnie en 1463.
L'Empire ottoman est alors animé par un esprit de conquête qui avait notamment pour point de mire Vienne. L'expansion ottomane permettait l'acquisition de butin, de nouveaux territoires, et elle contentait de larges couches de la société dont les kuls, une élite administrative et militaire dont le statut social reposait sur les esclaves et les revenus générés par les conquêtes. Les victoires pouvaient par ailleurs conforter le pouvoir du sultan et sa légitimité.
La question de savoir si la Hongrie était un objectif de conquête pour les Ottomans ou si elle n'était qu'une étape sur la route de Vienne fait l'objet de débats. Pour l'historien Géza Perjés (hu), le sultan Soliman le Magnifique, qui monta sur le trône en septembre 1520, aurait proposé aux Hongrois de leur conférer un statut privilégié dans son empire en échange d'un droit de passage vers Vienne. Il est avéré, en tout cas, qu'à la fin de l'année 1520, les Ottomans avaient décidé de se lancer à la conquête du royaume de Hongrie.
Avant la bataille de Mohács, les Turcs s'étaient déjà emparés en 1521 des forteresses de Sabacz et Belgrade.

## Déroulement

### Troupes en présence
Le sultan ottoman Soliman le Magnifique quitte Constantinople en avril 1526 avec son ami, le Grand vizir Pargali Ibrahim Pacha, et avec une armée composée de 60 000 à 100 000 hommes. Les Ottomans s’emparent en juillet de la forteresse de Peterwardein. Louis II de Hongrie réunit difficilement 20 000 hommes, (35 000 hommes selon Britannica), des troupes de barons et des comitats qui sont placés sous le commandement de l’archevêque de Kalocsa, Pál Tomori (août). Néanmoins, des renforts viennent gonfler les rangs des Hongrois jusqu'à la rencontre entre les deux armées. Le nombre de soldats dans le camp de Louis II est estimé à 40 000-50 000 hommes durant la bataille.

### Affrontement des deux armées
Les deux armées se rencontrent à Mohács le 29 août 1526. Le commandement hongrois, conscient de la supériorité numérique des Ottomans, avait prévu d'attaquer l'armée ennemie au fur et à mesure de son arrivée sur le champ de bataille, avant que toutes les troupes ne soient rassemblées. L'armée hongroise se confronta cependant au feu de l'artillerie de campagne ottomane et à celui des janissaires. Dans un premier temps, les cavaliers hongrois avaient réussi à percer le flanc gauche de l'armée ottomane composée de timariotes de Roumélie. Mais les Hongrois, au lieu de se lancer à leur poursuite, se livrèrent à un pillage sur place et ils furent anéantis par le feu des janissaires.

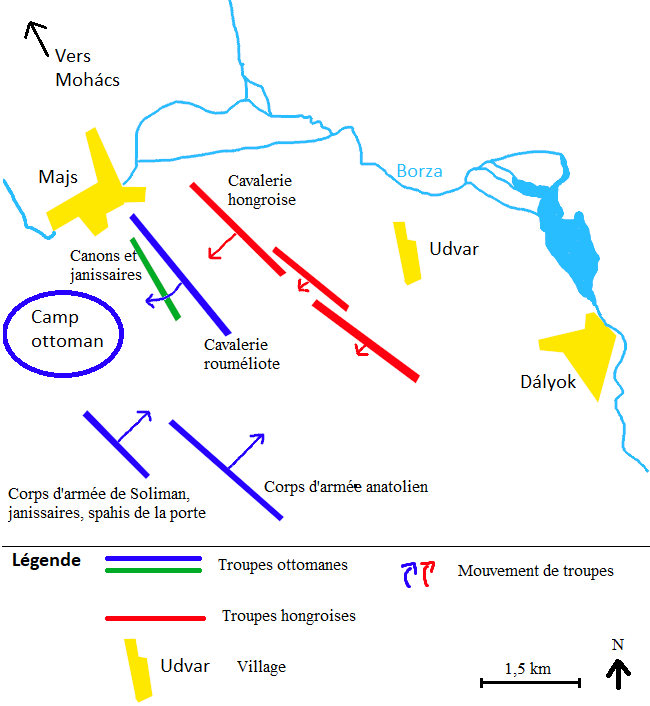
Schéma de la bataille de Mohács montrant le dispositif tactique des troupes hongroises et ottomanes.

La bataille dura en tout deux heures. La fine fleur de la noblesse hongroise est décimée : 28 barons périrent. L'armée hongroise finit par fuir vers des marais et Louis II, âgé de vingt ans, désarçonné et alourdi par son armure, mourut noyé aux côtés de deux autres nobles hongrois : István Aczél et András Trpka. Les chefs de l’armée et la moitié des soldats furent mis à mort.
Pest est prise (10 septembre) et la frontière ottomane est repoussée aux portes de Vienne. Quinze jours plus tard, Soliman reprend le chemin de Constantinople.

## Conséquences

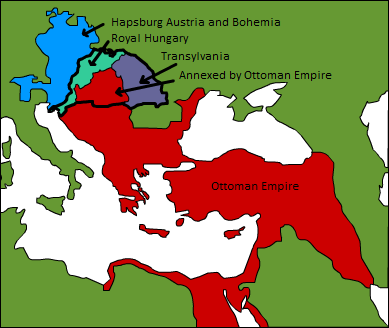
La Hongrie après la bataille de Mohács : contour de l'ancien Royaume de Hongrie en noir, Hongrie royale en vert clair et autres territoires des Habsbourg en bleu, Hongrie ottomane et Empire ottoman en rouge, Transylvanie en violet

Mohács est la plus grave défaite hongroise depuis la bataille de Mohi, en 1241 contre les Mongols. Elle marquait en effet l'échec de la lutte des Hongrois qui tentaient d'arrêter l'avancée ottomane et de protéger les frontières sud de leur pays depuis un siècle et demi.
Soliman soutient Szapolyai, voïvode de Transylvanie, contre Ferdinand de Habsbourg pour succéder à Louis II. Jean Szapolyai est élu sans difficulté roi de Hongrie à la diète de Székesfehérvár (10 novembre 1526), mais la veuve de Louis II, Marie de Habsbourg, soutient son frère et convoque une autre diète à Presbourg, présidée par le palatin de la reine, qui proclame Ferdinand roi de Hongrie (17 décembre).
Les Jagellon perdent les couronnes de Bohême et de Hongrie au profit des Habsbourg, conformément au traité de Vienne de 1515. La Hongrie est divisée : Ferdinand de Habsbourg règne à l’ouest et Jean Szapolyai à l’est, en Transylvanie.